# Маслов Олександр Михайлович
Олекса́ндр Миха́йлович Ма́слов (нар. 6 жовтня 1992, м. Конотоп, Сумська область, Україна — пом. 15 січня 2023* Донецька область, Україна) — учасник російсько-української війни, солдат-гранатометник 2 мотопіхотного відділення 2 мотопіхотного взводу 1 мотопіхотної роти військової частини  А2960, збройних сил України.

## Життєпис
Народився 6 жовтня 1992 року в місті Конотоп, Сумської області.
В 2009 році закінчив Конотопську загальноосвітню школу І-ІІІ ступенів № 11, в цьому ж році вступив до Державного професійно-технічного навчального закладу «Конотопське вище професійне училище», після закінчення якого в 2010 році отримав спеціальність слюсар-ремонтник.
Далі продовжує навчання в Національному аерокосмічному університеті ім. М. Є. Жуковського «Харківський авіаційний інститут», але рік потому повертається до навчання в ДПТНЗ «Конотопське вище професійне училище», в 2013 році закінчує його та отримує професію  електрогазозварника.
З 2013 року розпочинає трудову діяльність і працює на підприємствах Конотопщини за фахом. Робота з металом Олександру дуже подобалась, він став справжнім майстром своєї справи і у досить молодому віці отримав максимально можливий розряд електрогазозварника.
За станом здоров'я, строкову військову службу не проходив.
Після початку повномасштабного вторгнення рф в Україну, в квітні 2022 року був призваний по мобілізації на військову службу у в/ч А 2615. Місяць навчання в Україні, потім місяць військової підготовки від турків та угорців.
Після завершення навчання був направлений для подальшого проходження військової служби до в/ч 2960 на посаду солдата-гранатометника, позивний «Атом».
Олександр став вправним солдатом, вмотивованим Захисником, на побоювання матері говорив: «Мамо, я йду захищати тебе».  

## Військові звання
- Солдат (з 2022)

## Особисте життя
Не одружений, мав матір.  

## Загибель
Олександр Маслов загинув разом з турками під час виконання бойового завдання 15 січня 2023 року в Донецькій області, в районі населеного пункту Водяне.
Похований на Алеї Слави на кладовищі в м. Конотоп, Сумської обл.

## Нагороди та відзнаки
- Орден «За мужність» III ступеня (25.07.2024, посмертно)[2]

## Вшанування пам'яті
На будівлі ТОВ «Конотопський електровозо-паравозо-ремонтний завод», де в останнє працював Олександр, встановлено меморіальну дошку, яку відкрито в грудні 2023 року. 
Почесний громадянин Конотопа.